# Castelo de Peníscola

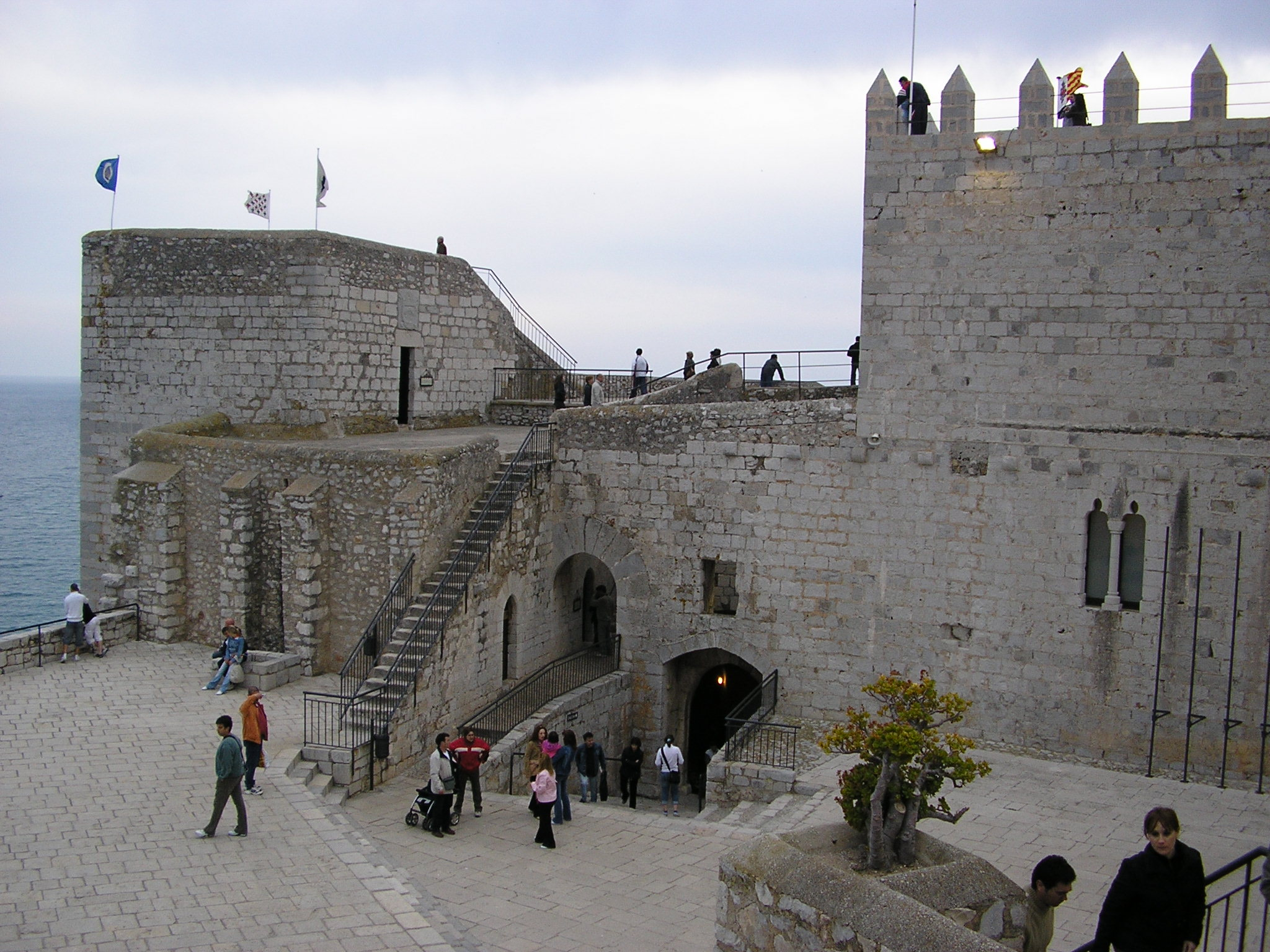
Castelo de Peníscola, Espanha.

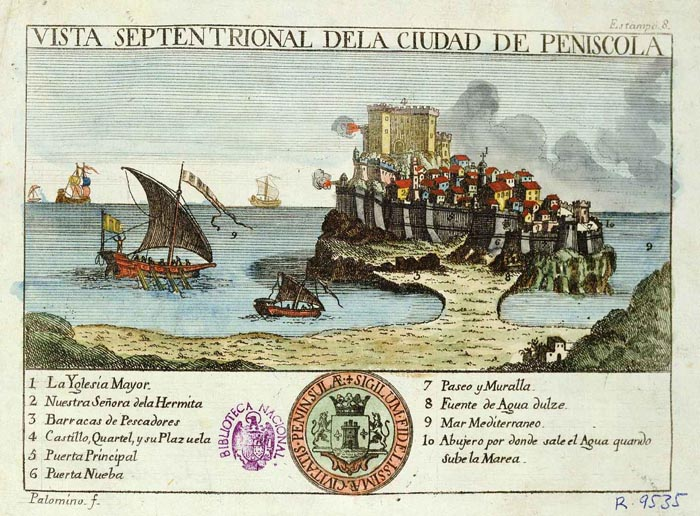
Castelo de Peníscola, Espanha: ilustração de 1786.

O Castelo de Peníscola (em catalão, "Peníscola"; em castelhano, desde o século XVIII, "Peñíscola"), também conhecido como Castelo do Papa Luna, localiza-se na cidade e município de Peníscola, província de Castellón, na comunidade autónoma da Comunidade Valenciana, na Espanha.

## História
A primitiva ocupação de seu sítio corresponde a uma alcáçova muçulmana, erguida, por sua vez, acredita-se, sobre restos de fortificações mais antigas. A sua fama de inexpugnável foi comprovada, no contexto da Reconquista cristã da região, pelo fracasso das forças de Jaime I de Aragão em conquistá-lo em 1225. Quando da conquista de Valência, o soberano simplesmente evitou esta fortificação, que acabou por render-se posteriormente, dentro de uma campanha de acto de capitulação, em 1233.
Em 27 de Agosto de 1294, o Mestre da Ordem dos Templários no Reino de Aragão e na Catalunha, frei Berenguer de Cardona, acordou com Jaime II de Aragão a permuta da vila de Tortosa pelos castelos de Peníscola, Ares del Maestre, Coves e outros domínios. O Grão-Mestre da Ordem, Jacques de Molay então em viagem no Ocidente, ratificou o ato.
Foi entre essa data de 1294 e 1307 que tiveram lugar as obras que deram origem ao actual castelo, sobre os restos do antigo alcácer islâmico. Os responsáveis pelas obras foram o referido frei Berenguer de Cardona e o frei Arnau de Banyuls, este último comendador de Peníscola. Os respectivos brasões de armas encontram-se esculpidos em um friso sobre o Portão de Armas do castelo e sobre a porta da basílica.
Nesta região costeira, os Templários exploravam salinas.
Diante da extinção da Ordem, foi fundada em Aragão, em 1317, a Ordem de Santa Maria de Montesa, com a função de proteção dos domínios cristãos. O Castelo de Peníscola, assim como todas as demais possessões dos Templários no Reino de Valência foram confiadas a esta nova Ordem. Em 1329, Peníscola encabeçou uma petição e conseguiu que em seu castelo se fundasse o "Priorato de San Jaime".
Durante o Grande Cisma do Ocidente, com o falecimento do Papa Clemente VII (1394) foi designado como Papa o cardeal Pedro de Luna, que reinou como Antipapa Bento XIII, mas também conhecido como "Papa Luna". Instalou a sede do seu pontificado no Castelo de Peníscola entre 1411 e 1423, ao qual atraiu uma pleiade de artistas e artesãos que abrilhantaram o seu palácio no interior. O seu sucessor, o Antipapa Clemente VIII, também ocupou as dependências do castelo até à sua abdicação, em 1429.
Durante o período das chamadas Germanías (1519-1521), Peníscola foi sede da coalizão de forças lideradas pelo Vice-rei de Valência, Didac Hurtado de Mendoza, que se opuseram aos agermanados. Por esta razão, o Vice-rei concedeu à povoação o título de "Fidelíssima" (1522), assim como o perdão aos agermanados locais, em nome do rei, Carlos I de Espanha (1525).
Posteriormente, o rei Felipe II de Espanha determinou a construção de novas defesas, adaptadas à então moderna artilharia, obras projectadas e executadas pelo arquitecto militar italiano Giovanni Battista Antonelli, com o fim de protegê-la das razias dos piratas da Barbária.
Sem ter sofrido alterações mais sensíveis ao longo dos séculos, actualmente o conjunto encontra-se em excelentes condições de conservação.

## Lista de Comendadores
- 1294 - Arnau de Banyuls foi o primeiro comendador de Peníscola.
- 1307 - Pierre de Saint-Just foi o último, tendo-se evadido em 1 de Dezembro de 1308, sendo detido algum tempo depois.

## Galeria

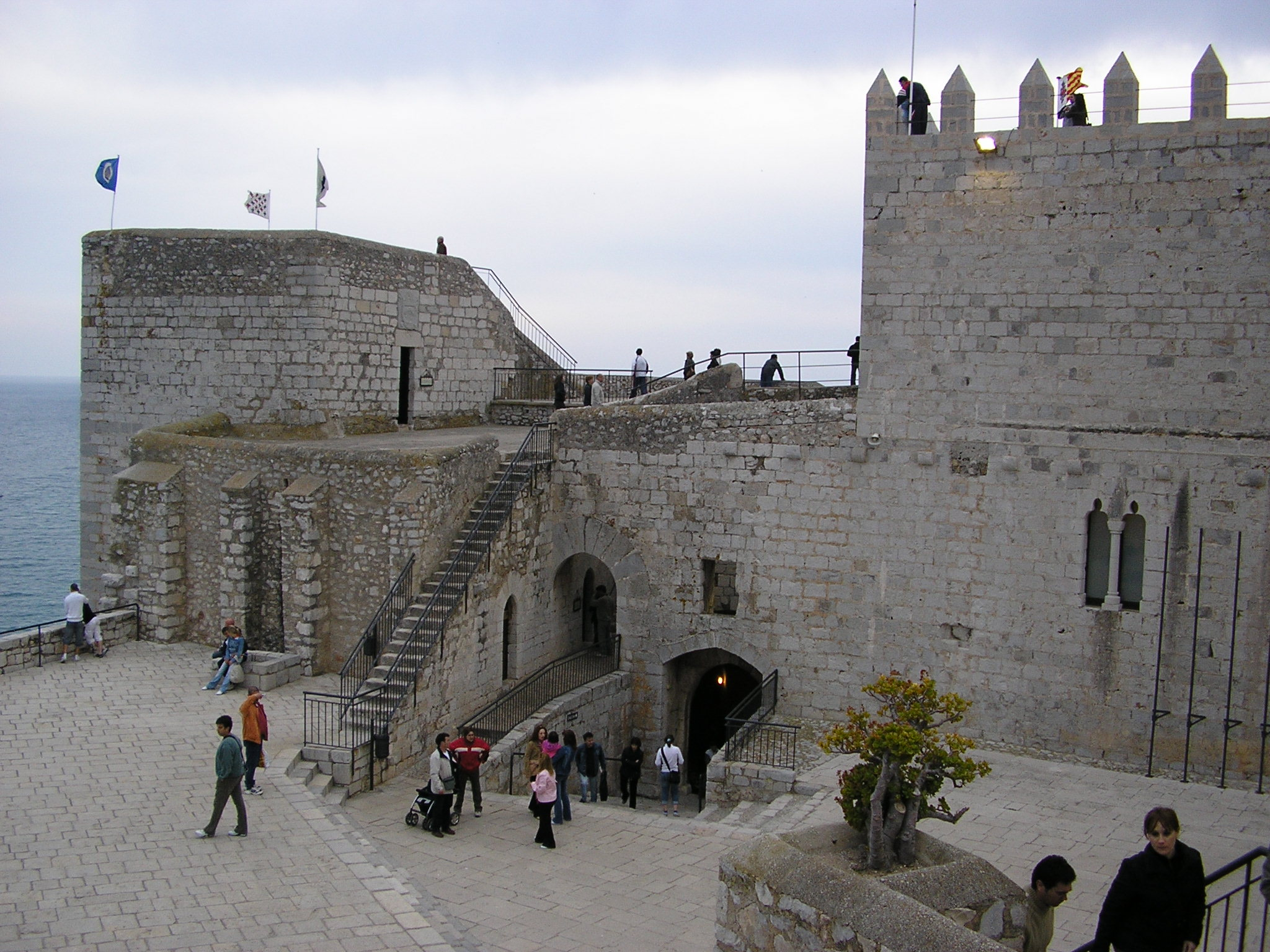
Palácio pontifício.
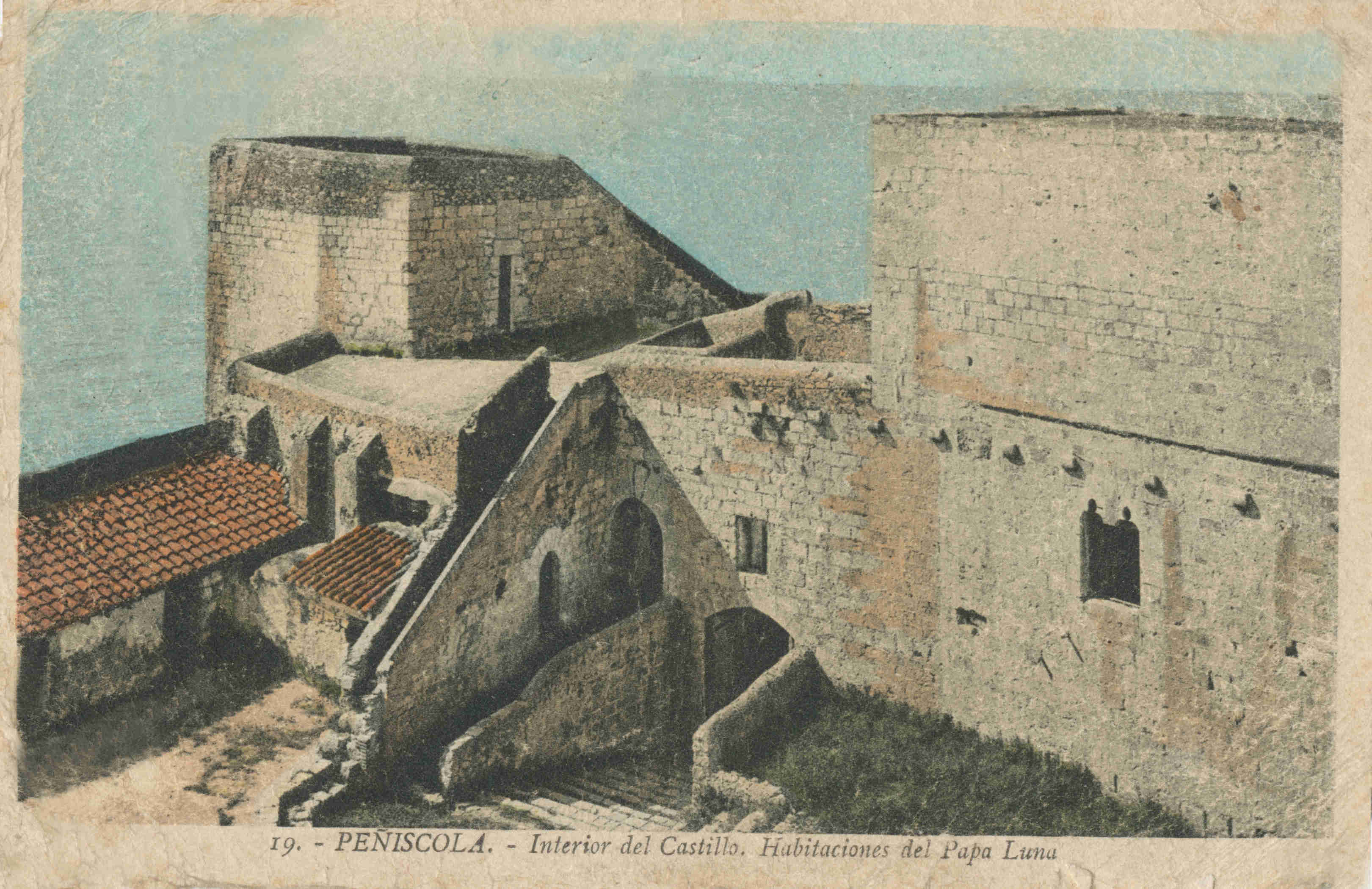
Palácio pontifício (1930).
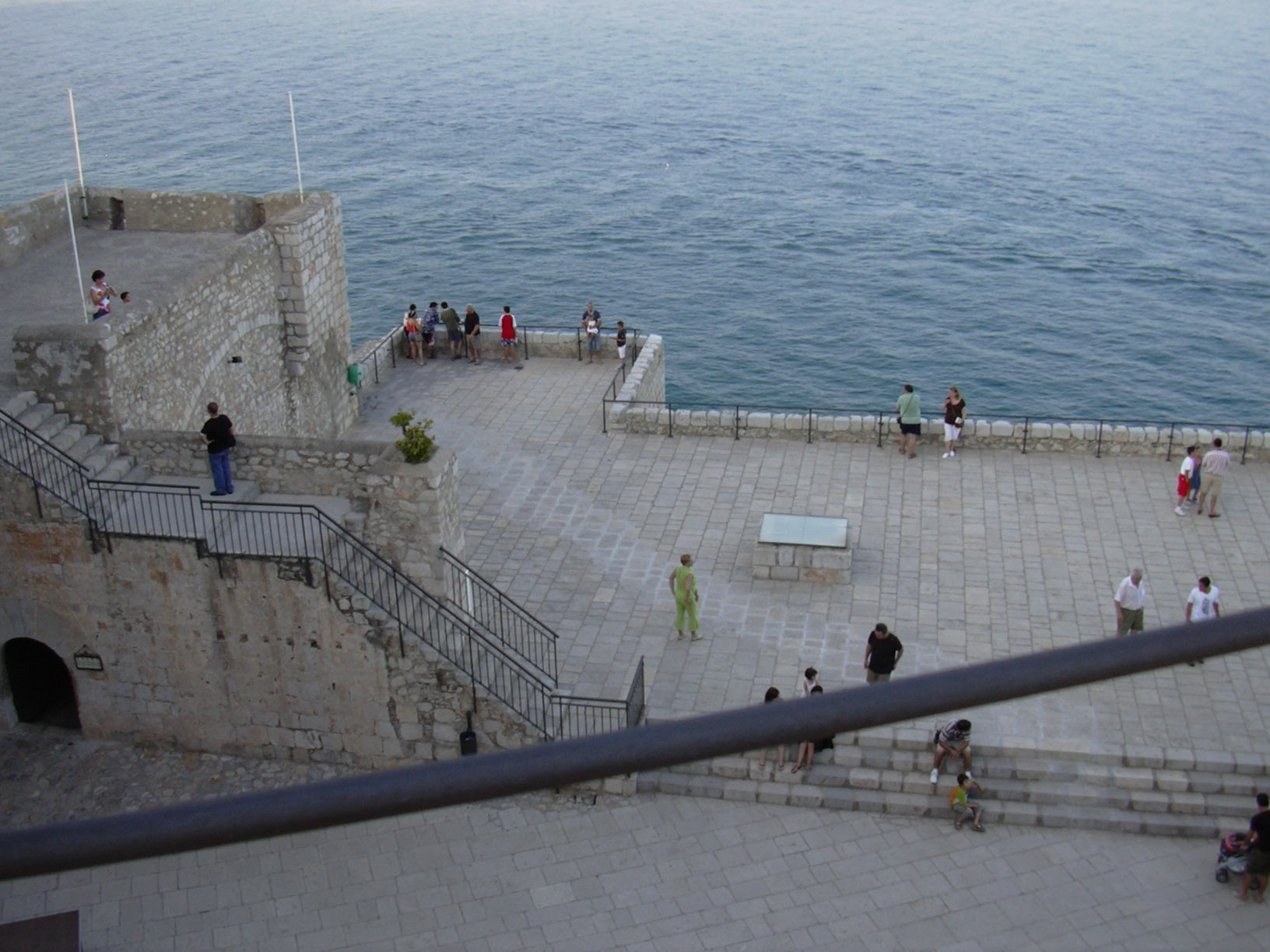
Praça de Armas desde o Oeste.
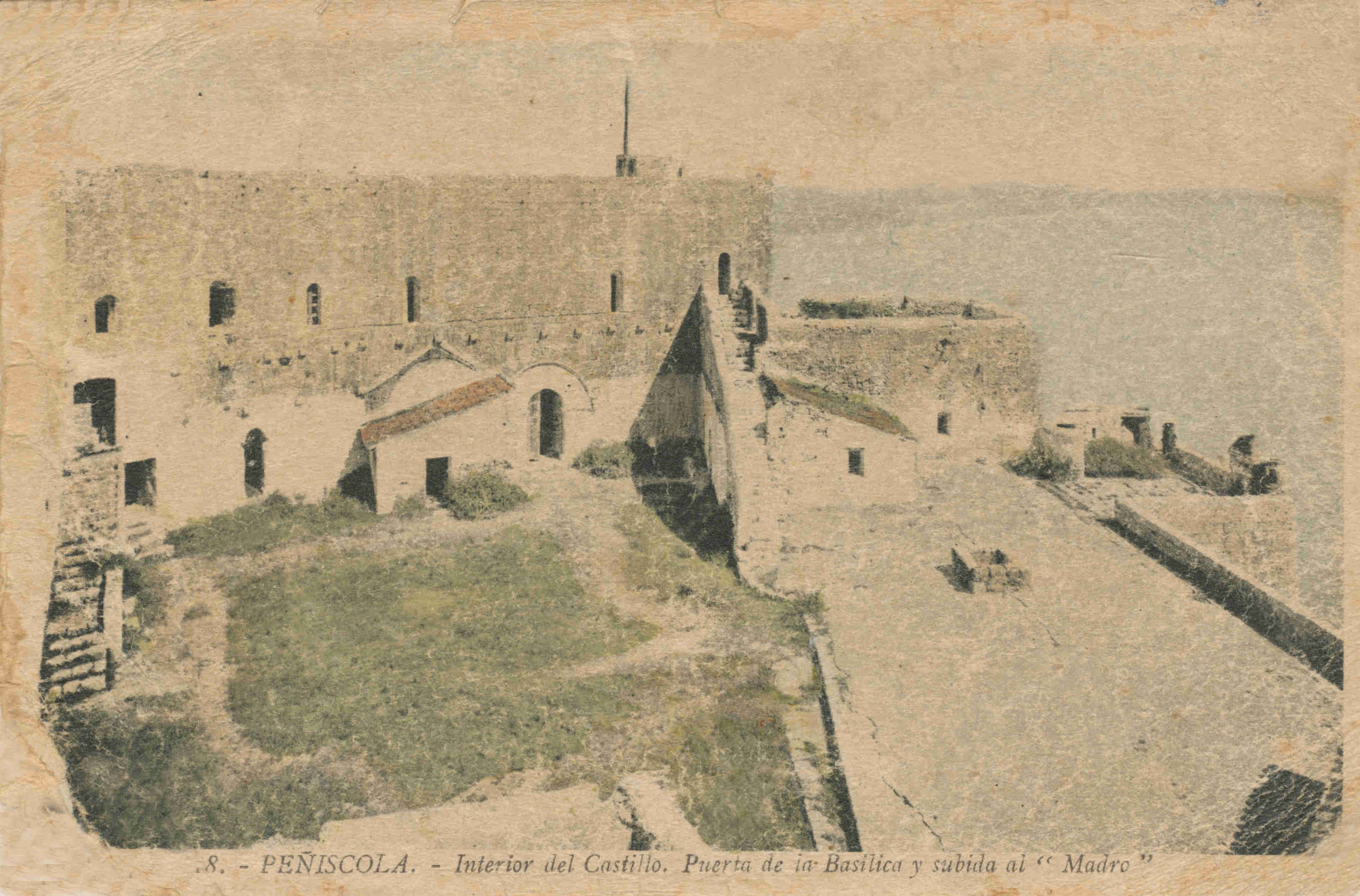
Praça de Armas (1930).
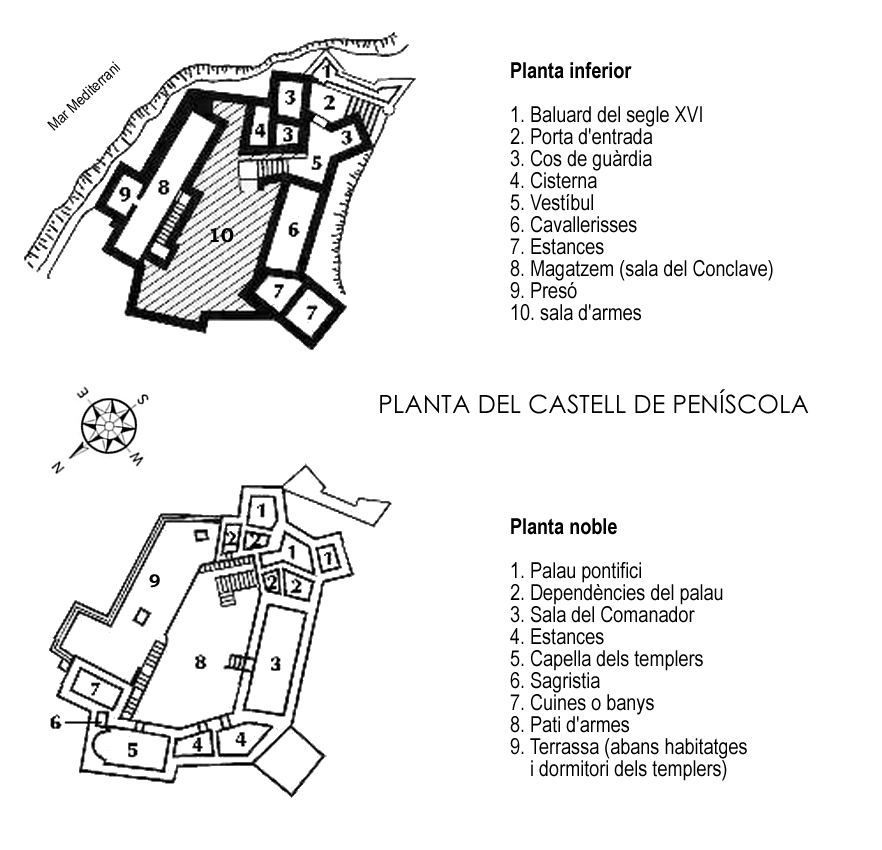
Planta do castelo.
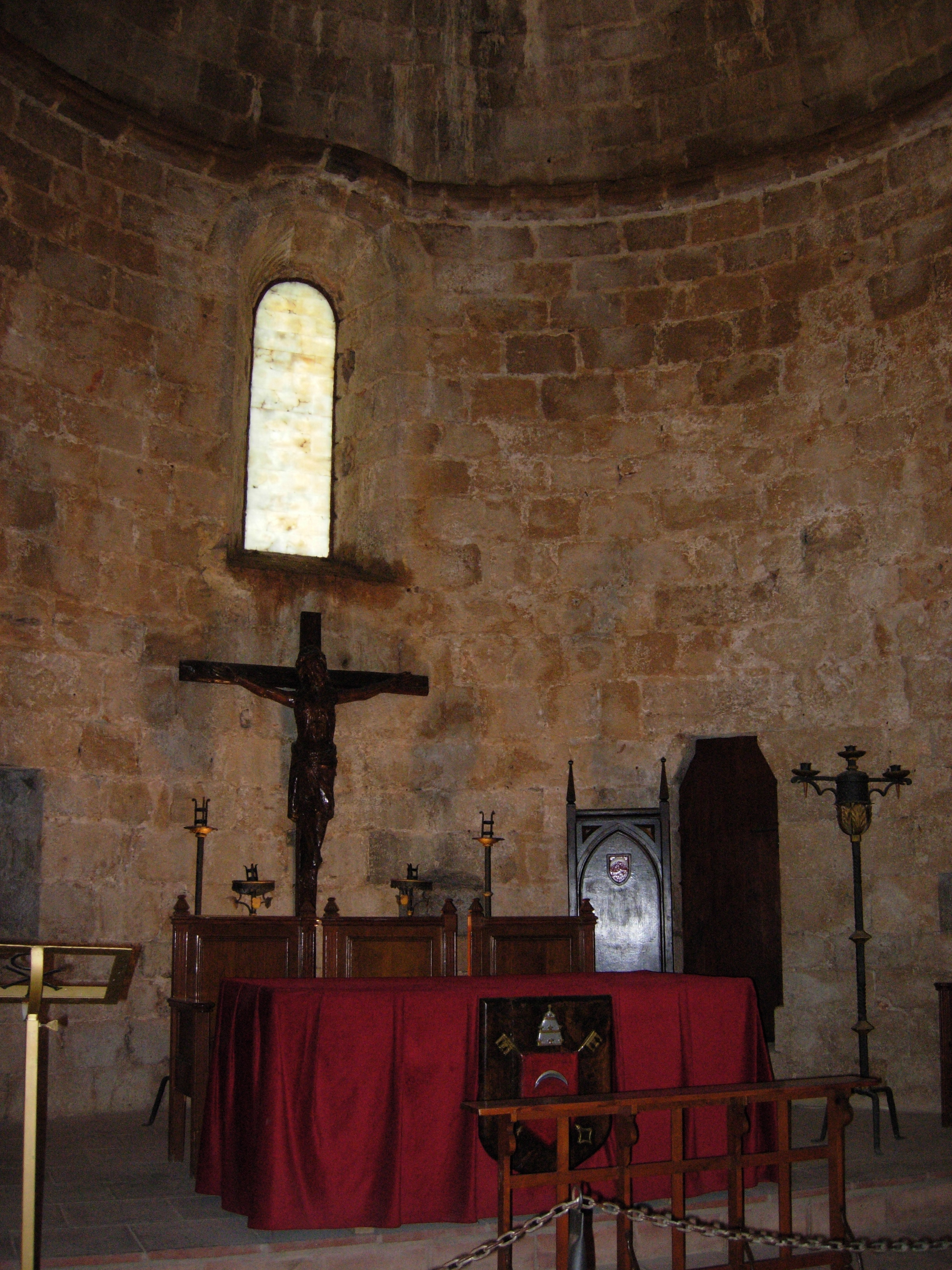
Interior da Capela.
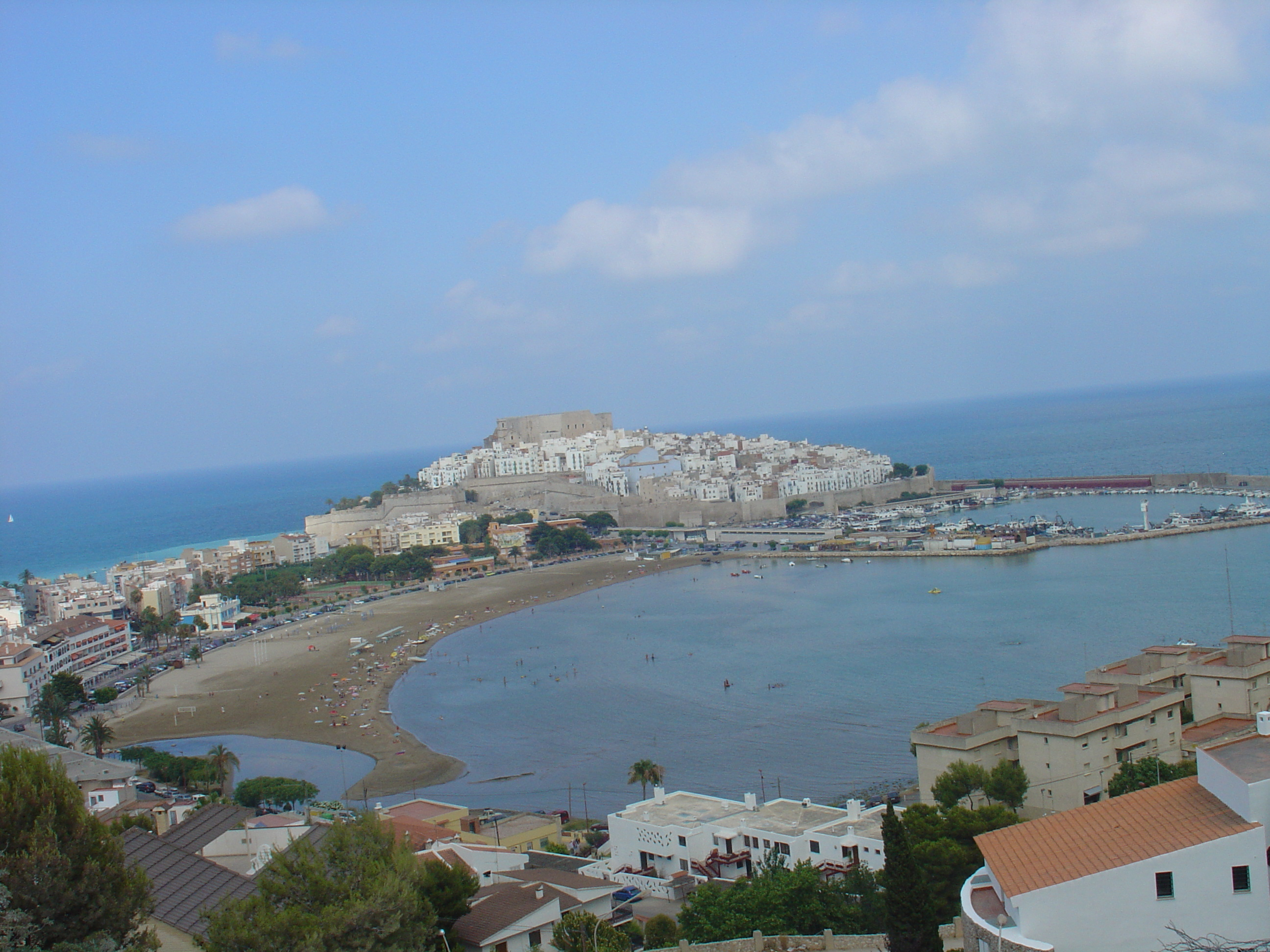
Vista geral desde o Sul.
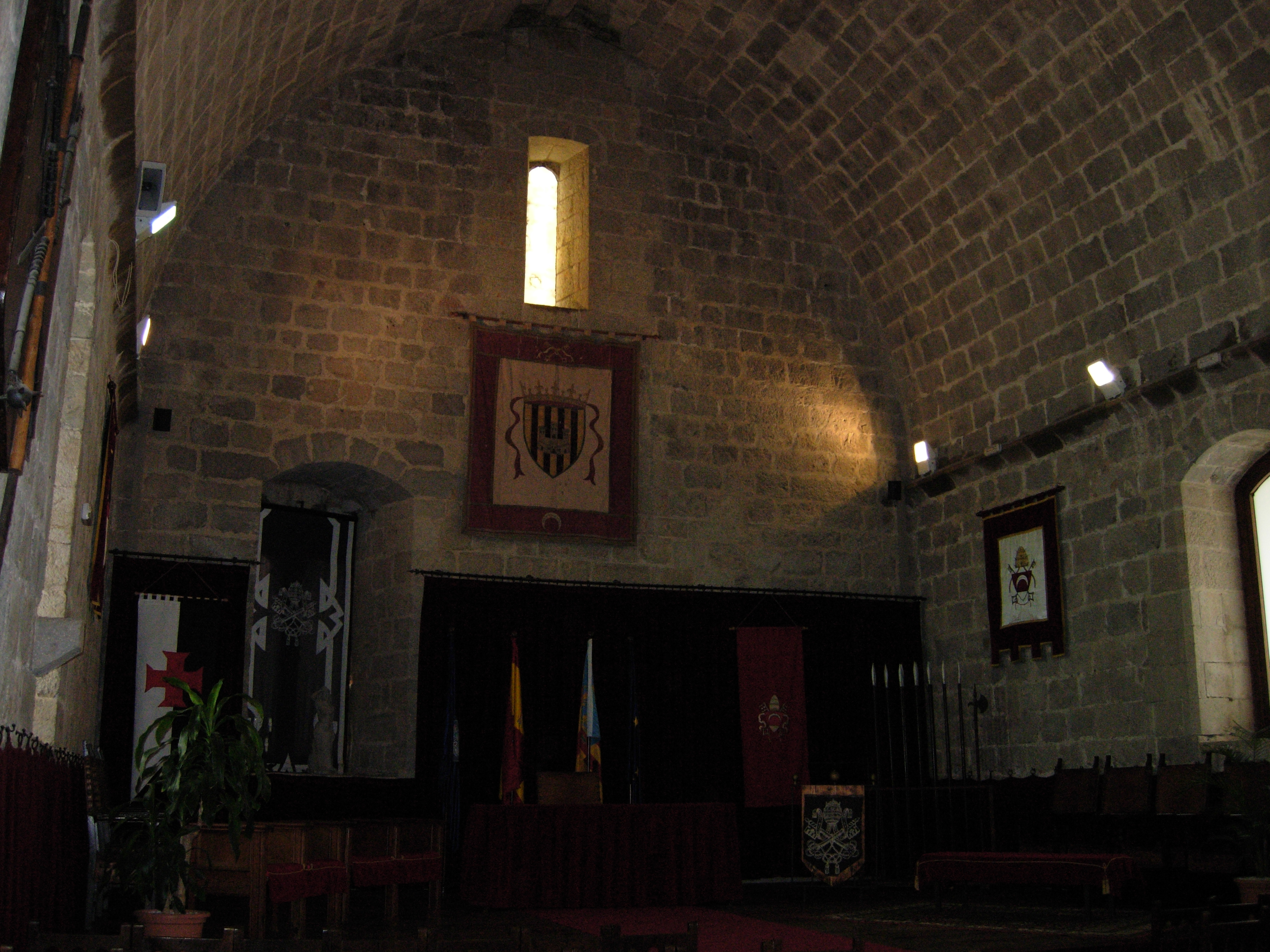
Salão do Comendador.
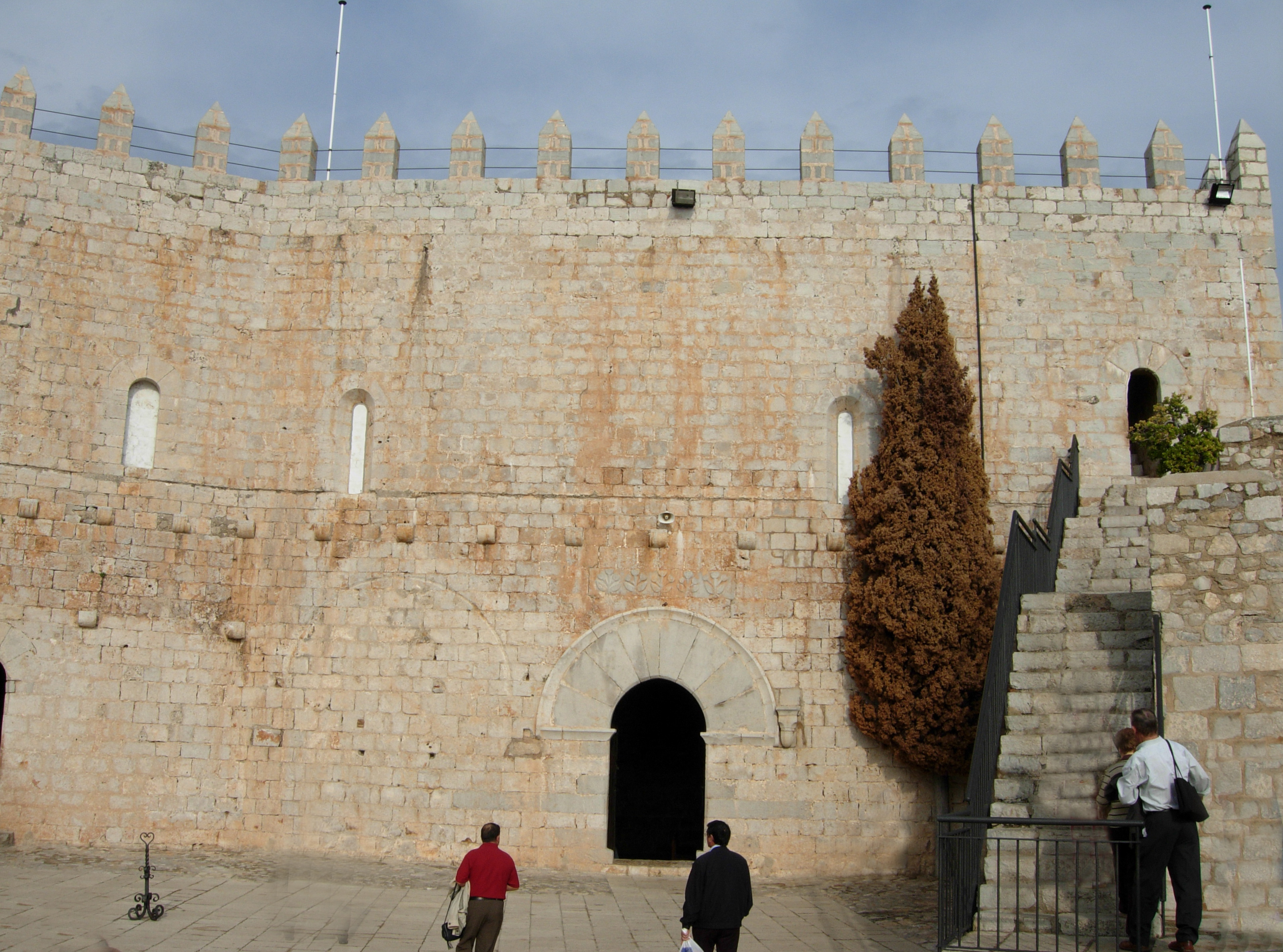
Porta da Capela.
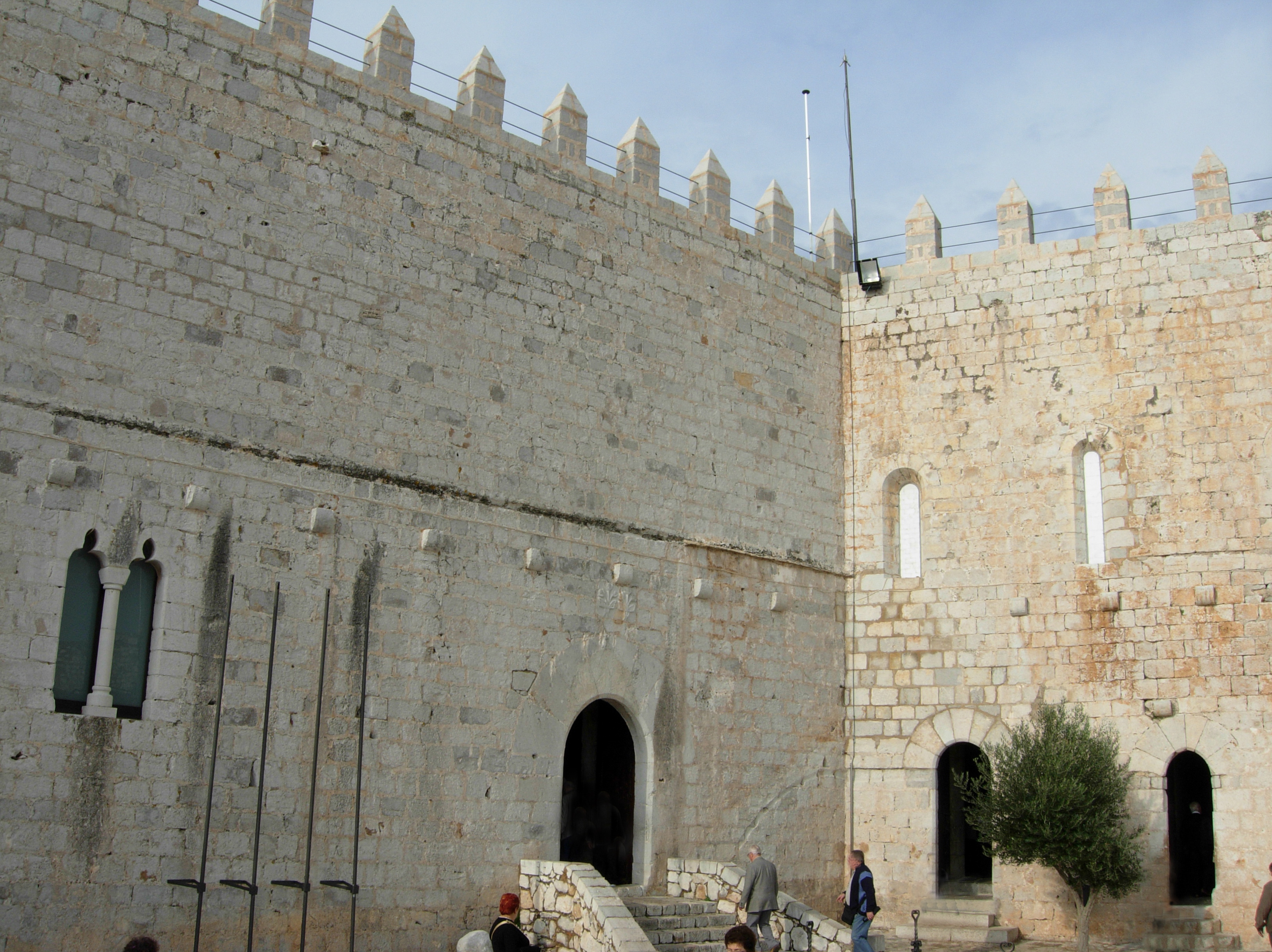
Porta do Salão do Comendador.
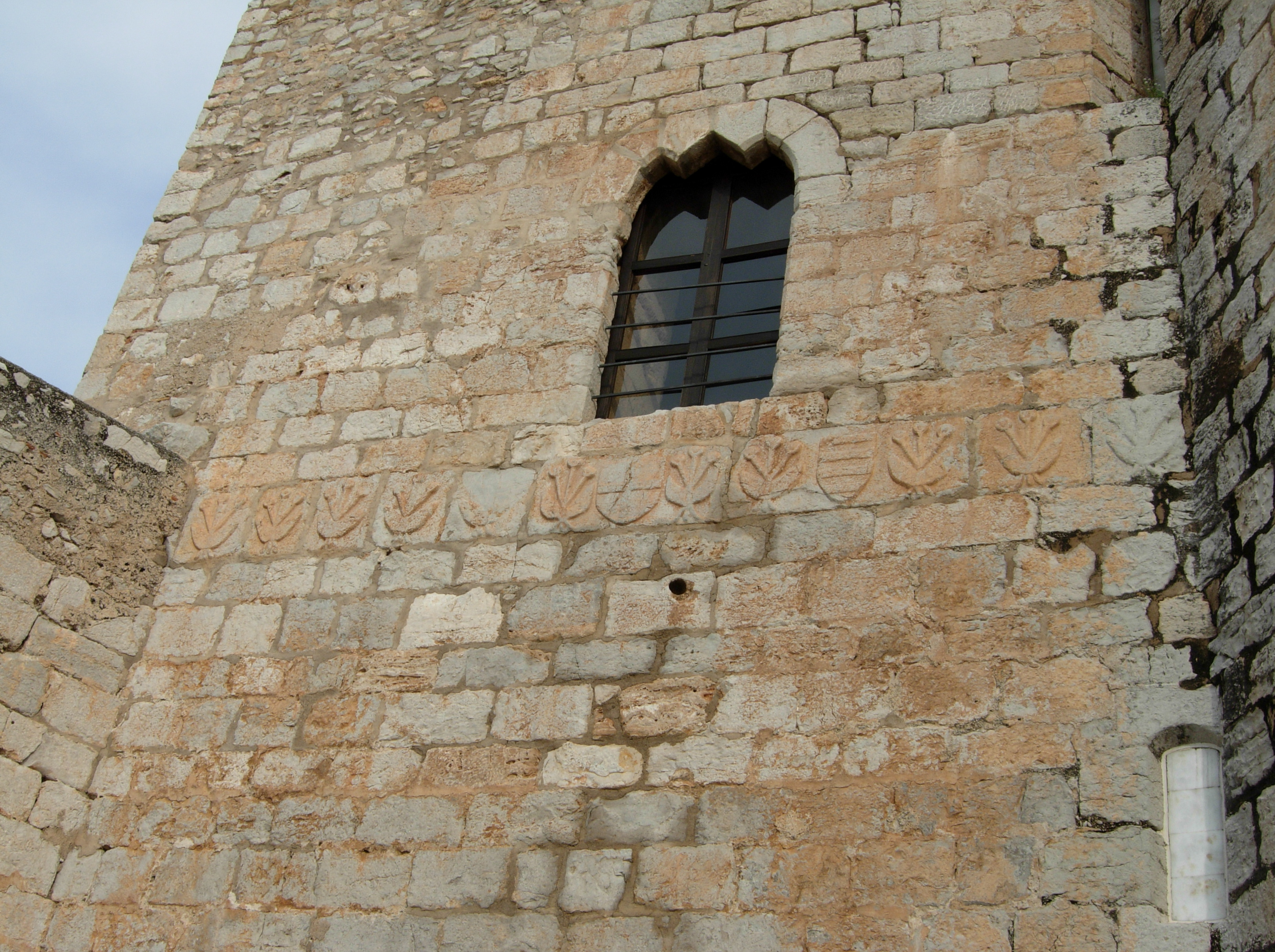
Friso com as armas de Berenguer de Cardona e de Arnau de Banyuls.
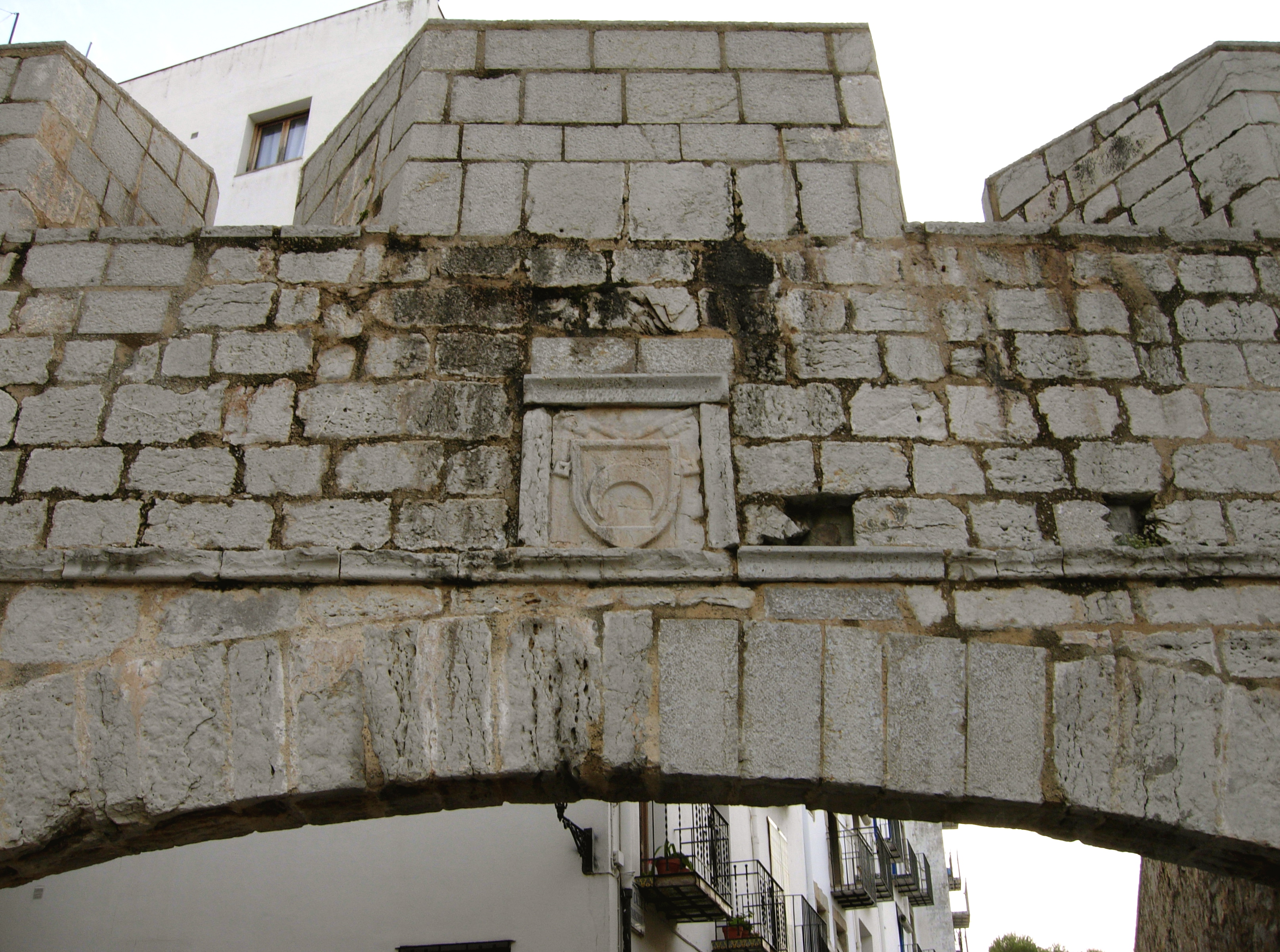
Portal de São Pedro (detalhe).
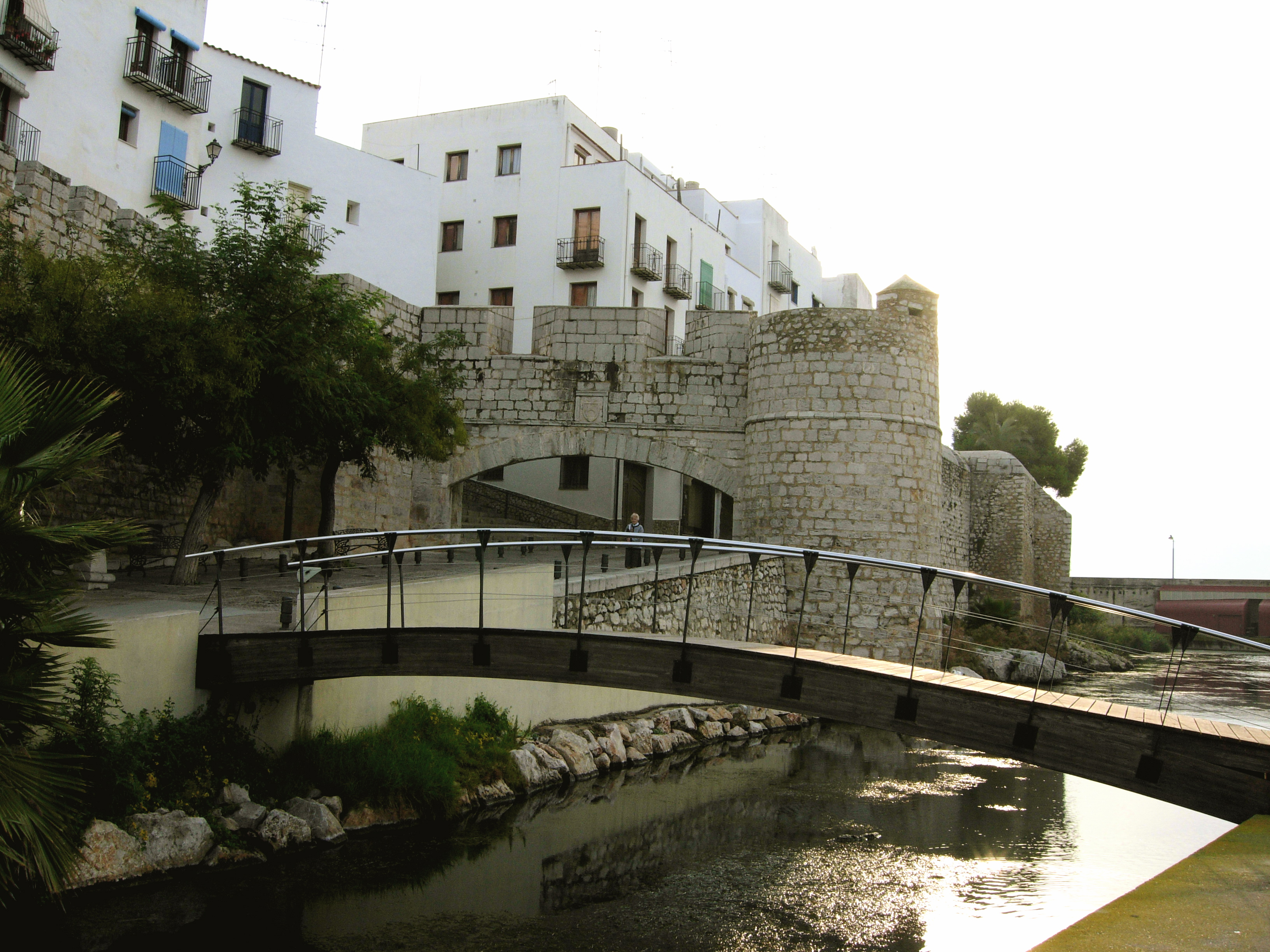
Portal de São Pedro.
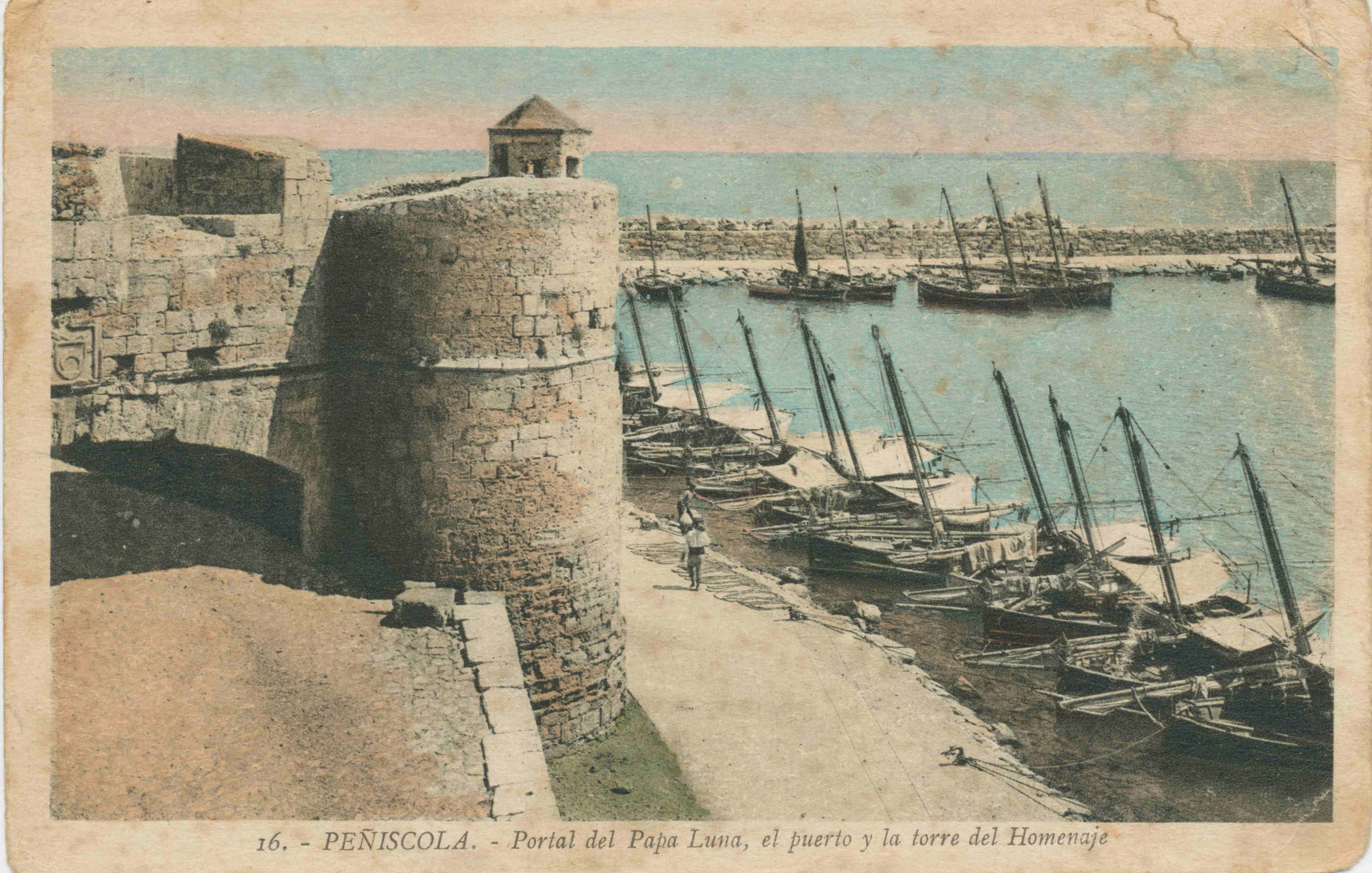
Portal de São Pedro (1930).
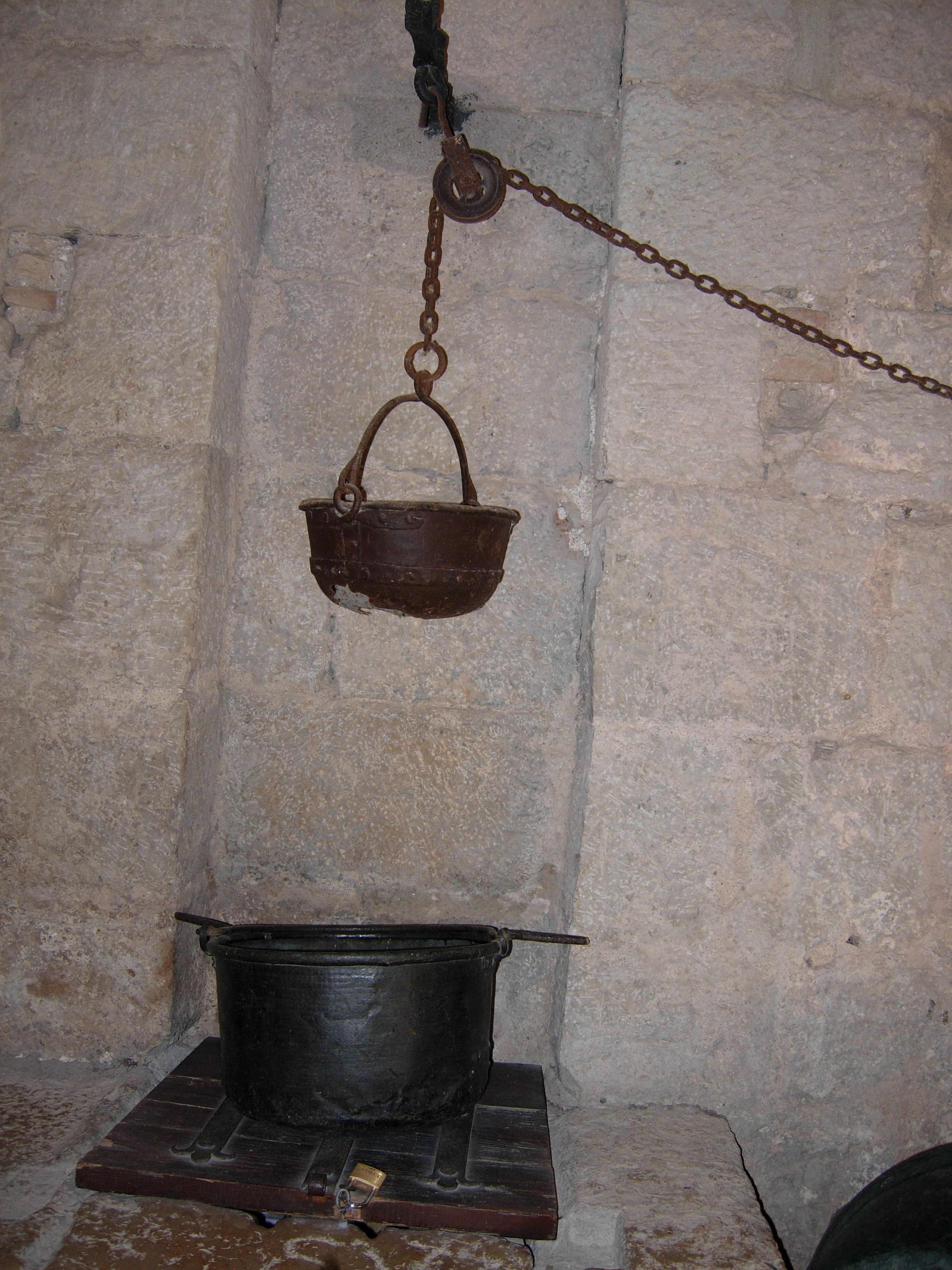
Detalhe do interior.